# Adelaida de París
Adelaida de París (o Aélis) (h. 850/853 - 10 de noviembre de 901) fue la segunda esposa de Luis el Tartamudo, rey de Francia Occidental, y fue la madre de la princesa Ermentruda y el rey Carlos el Simple.

## Vida
Adelaida era la hija del conde palatino Adelardo de París. Su bisabuelo fue Begón, conde de París. Su bisabuela, Alpaïs, esposa de Begón, era hija ilegítima de Ludovico Pío, de una amante de nombre desconocido.
Adelaida fue elegida por Carlos el Calvo, rey de Francia Occidental, para que se casara con su hijo y heredero, Luis el Tartamudo, a pesar del hecho de que Luis se había casado en secreto con Ansgarda de Borgoña contra los deseos de su padre. Aunque Luis y Ansgarda tenían ya dos hijos, Luis y Carlomán, Carlos prevaleció sobre el papa Juan VIII, para disolver la unión. Logrado esto, Carlos casó a su hijo con Adelaida en febrero de 875.
Sin embargo, el matrimonio fue puesto en duda debido al parentesco de la pareja. Cuando el 7 de septiembre de 878 el papa coronó a Luis (que había sucedido a su padre el año anterior), el papa rechazó coronar a Adelaida.
Cuando Luis el Tartamudo murió en Compiegne el 10 de abril de 879, Adelaida estaba embarazada, dando a luz el 17 de septiembre de 879, a Carlos el Simple. El nacimiento de este hijo llevó a una disputa entre Adelaida y Ansgarda. Ansgarda y sus hijos acusaron a Adelaida de adulterio; Adelaida a su vez discutió el derecho a la herencia de los hijos de Ansgarda. Al final, Adelaida triunfó ganando el caso; pero a pesar de esto, los hijos de Ansgarda Luis y Carlomán fueron reyes hasta su muerte sin herederos en 882 y 884 respectivamente, con la corona discutida entre Odón, conde de París y Carlos el Calvo. 
Carlos al final sucedió en el trono de su padre en 898; su madre ayudó a coronarlo. Ella murió en Laon el 10 de noviembre de 901 y fue enterrada en la abadía de Saint-Corneille, Compiègne, Picardía.